# Lejsek černohlavý
Lejsek černohlavý (Ficedula hypoleuca) je malý pěvec z čeledi lejskovitých (Muscicapidae).

## Taxonomie
Lejsek černohlavý tvoří celkem tři poddruhy.
- F. h. hypoleuca (Pallas, 1764) – hnízdí v Evropě, zimuje v západní a středozápadní Africe.
- F. h. sibirica (Khakhlov, 1915) – hnízdí v západní a střední části Sibiře, zimuje v západní a středozápadní Africe.
- F. h. iberiae (Witherby, 1928) – hnízdí na Pyrenejském poloostrově, zimuje v západní Africe.[2]

V minulosti byl za poddruh lejska černohlavého považován také lejsek atlaský (F. speculigera).

## Popis
- Délka těla: 12–13 cm
- Rozpětí křídel: 22–24 cm
- Hmotnost: 12–15 g.[3][4][5]

Je o něco málo menší než vrabec. Samec je svrchu převážně černý s bílou skvrnou nad zobákem a velkou bílou křídelní skvrnou. Spodinu těla má světlou. Část samců je však zbarvena podobně jako samice, která je svrchu šedohnědá bez bílé skvrny nad zobákem. Podobá se příbuznému lejsku bělokrkému (F. albicollis), od kterého se samec liší černou zadní stranou krku; samice je však odlišitelná obtížněji.

## Hlas
Vábí pronikavým „bzitt bzitt“. Zpěv je rytmický, švitořivý.

## Rozšíření
Hnízdí na velkém území Evropy a v západní a střední Asii. Jedná se o druh tažný se zimovišti v subsaharské Africe.

## Výskyt
Hnízdí v listnatých i smíšených lesích, parcích, zahradách a dokonce i v tajze.
Evropská populace je odhadována na 12,5–20,4 milionů párů a tvoří 75 % světové populace. Mnohem početnější je na severu a severovýchodě Evropy.

## Výskyt v Česku
Na území České republiky, kde se zdržuje od konce dubna do října, je hojnější v severních partiích, na jihu je jeho výskyt řídký, rozšíření je mnohem mezernatější. Na rozdíl od lejska bělokrkého hnízdí spíše od středních poloh výše (max. 1280 m n. m.).

## Potrava

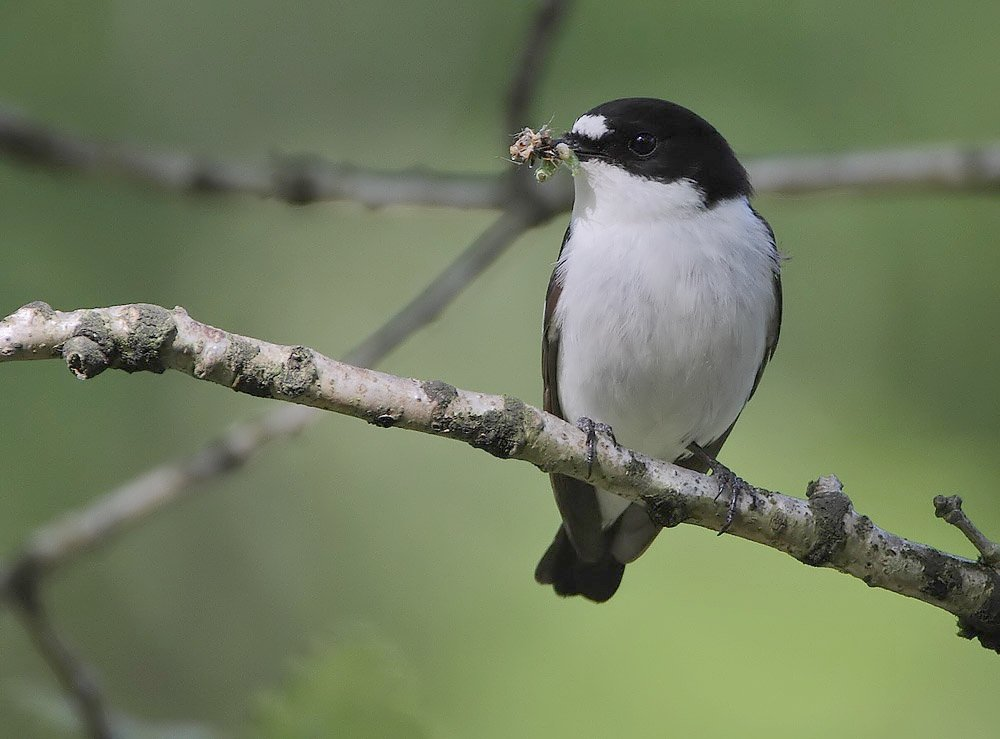
Samec s potravou pro mláďata

Je převážně hmyzožravý. Požírá jak hmyz létající, na který číhá z vyvýšené pozorovatelny a kterého se zmocňuje v letu, tak nelétavý, který sbírá z větví stromů či keřů, na zemi nebo v bylinném patře. Pomocí úderů o tvrdý podklad zbavuje kořist některých nestravitelných částí včetně končetin, tykadel nebo žihadel. V potravě jsou zastoupeni i jiní bezobratlí a na podzim také měkké bobule.

## Hnízdění

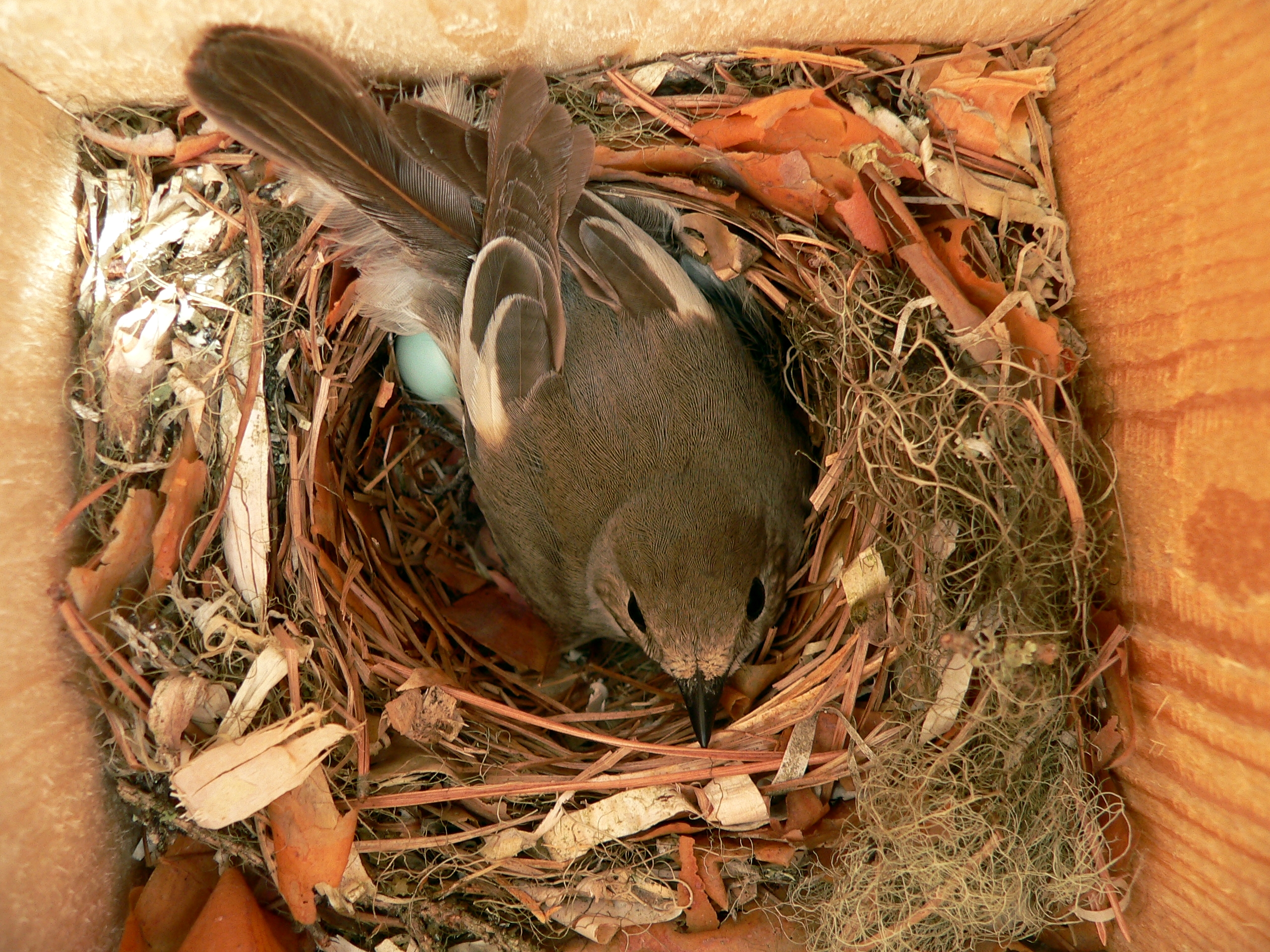
Samice sedící na vejcích

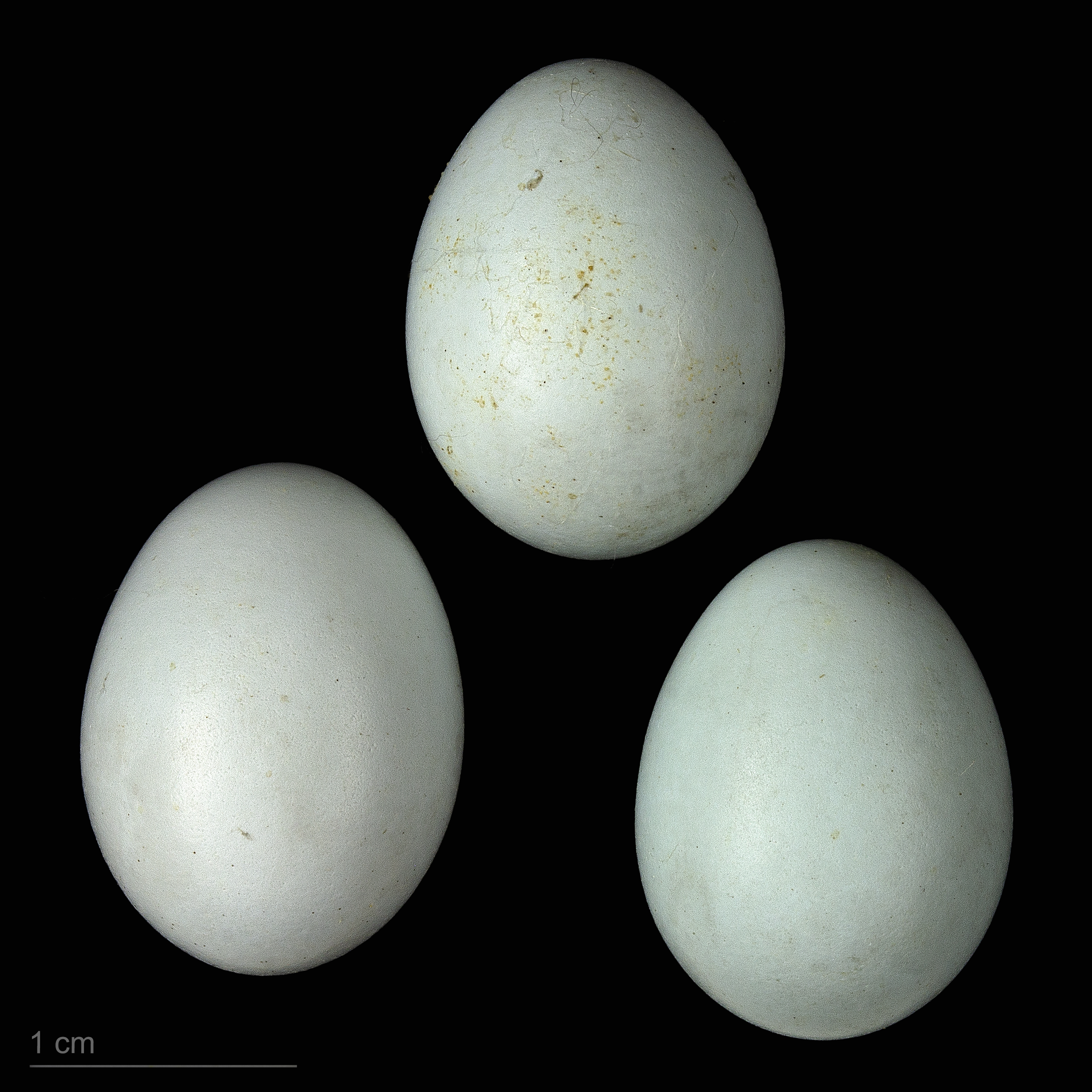
Ficedula hypoleuca hypoleuca

Lejsek černohlavý se na stejná hnízdiště vrací každým rokem. Samci mohou být monogamní i bigamní; v takovém případě se páří se dvěma samicemi a pomáhají jim s krmením mláďat. Ve střední Evropě hnízdí jednou ročně od května do července. Hnízdo z trávy, stonků, větví, kořínků a kůry vystlané peřím nebo chlupy staví v dutinách stromů nebo v budkách. Budka o výšce 20 cm s rozměry dna 14 × 14 cm a svisle oválným vletovým otvorem v průměru 30 × 45 mm se musí vyvěšovat až na konci dubna a na podzim znovu odebírat, aby se předešlo vypuzení, případně usmrcení silnějšími sýkorami koňadrami, které budku obsadí během dubna ještě před návratem lejsků ze zimovišť. V jedné snůšce je 5–8 světle modrých, 18,0 × 13,3 mm velkých vajec, na nichž sedí jen samice. Inkubace je 12denní až 13denní. Mláďata hnízdo opouštějí po dalších 14–16 dnech; pak jsou ještě 14 dní přikrmována.